# Мальштеттен
Мальштеттен (нем. Mahlstetten) — община в Германии, в земле Баден-Вюртемберг. 
Подчиняется административному округу Фрайбург. Входит в состав района Тутлинген.  Население составляет 731 человек (на 31 декабря 2010 года). Занимает площадь 12,21 км².